# Lucas Passerini
Lucas Giuliano Passerini (Formosa, 16 luglio 1994) è un calciatore argentino, attaccante del Belgrano.

## Carriera
Ha giocato nella prima divisione dei campionati argentino, paraguaiano, cileno e messicano.

## Palmarès

### Club

#### Competizioni nazionali
- Copa Paraguay: 1

Guaraní: 2018

### Individuale
- Capocannoniere della Copa de la Liga Profesional: 1

2023 (10 reti)